# Supercoppa del Portogallo 2002 (hockey su pista)
La Supercoppa del Portogallo 2002 è stata la 20ª edizione dell'omonima competizione portoghese di hockey su pista. Il torneo ha avuto luogo dal 15 al 22 settembre 2002. 
A conquistare il trofeo è stato il Benfica al quinto successo nella sua storia.

## Squadre partecipanti
| Club    | Qualificazione                       | Partecipazioni precedenti (il grassetto indica la vittoria)                  |
| ------- | ------------------------------------ | ---------------------------------------------------------------------------- |
| Porto   | Detentore della 1ª Divisão           | 1984, 1985, 1986, 1987, 1988, 1989, 1990, 1991, 1992, 1996, 1998, 1999, 2000 |
| Benfica | Detentore della Coppa del Portogallo | 1982, 1983, 1986, 1991, 1992, 1993, 1995, 1997, 1998, 2000, 2001             |

## Risultati
| Squadra 1 | Totale | Squadra 2 | Andata | Ritorno |
| --------- | ------ | --------- | ------ | ------- |
| Porto     | 6 - 14 | Benfica   | 2 - 2  | 4 - 12  |

| Porto 15 settembre 2002 Finale di andata | Porto | 2 – 2 | Benfica | Dragão Caixa |

| Lisbona 22 settembre 2002 Finale di ritorno | Benfica | 12 – 4 | Porto | Pavilhão da Luz Nº 1 |